# Parrya lancifolia
Parrya lancifolia är en korsblommig växtart som beskrevs av Mikhail Grigoríevič Popov. Parrya lancifolia ingår i släktet Parrya och familjen korsblommiga växter. Inga underarter finns listade i Catalogue of Life.